# Нино Кастелнуово
Нино Кастелнуово (на италиански: Nino Castelnuovo) е италиански актьор.

## Биография
Кастелнуово е роден в Леко, Ломбардия в скромно семейство. Бил е художник и механик, млад се премества в Милано, където започва да работи като агент по продажбите, и в същото време се записва в актьорското училище на театър „Пиколо“ в Милано. 
Международна изпестност получава с ролята си в „Шербурските чадъри“ (1964) режисиран от Жак Деми, в който той си партнира на Катрин Деньов. Филмът е номиниран за Оскар за най-добър чуждоезичен филм, привлича вниманието както на филмовите критици, така и на обществеността и печели „Златна палма“ на фестивала в Кан през февруари същата година. 

## Избрана филмография
| година | филм                  | оригинално заглавие         | роля       | режисьор        |
| ------ | --------------------- | --------------------------- | ---------- | --------------- |
| 1959   | Заплетен случай       | Un maledetto imbroglio      | Диомед     | Пиетро Джерми   |
| 1960   | Роко и неговите братя | Rocco e i suoi fratelli     | Нино Роси  | Лукино Висконти |
| 1964   | Шербурските чадъри    | Les Parapluies de Cherbourg | Ги Фуше    | Жак Деми        |
| 1969   | Любов и гняв (Любов)  | Amore e rabbia (L'amore)    | Режисьорът | Жан-Люк Годар   |
| 1996   | Английският пациент   | The English Patient         | Д'Агостино | Антъни Мингела  |